# Murgenthal
Murgenthal es una comuna suiza del cantón de Argovia, situada en el distrito de Zofingen. Limita al norte con las comunas de Boningen (SO), Fulenbach (SO) y Wolfwil (SO), al este con Rothrist, Vordemwald y Brittnau, al sur con Pfaffnau (LU), y al occidente con Roggwil (BE) y Wynau (BE).
La comuna está compuesta por las localidades de: Balzenwil, Glashütten, Hohwart, Rank, Riken, Walliswil y Winkel.

## Transportes
Ferrocarril
Cuenta con una estación ferroviaria en la que efectúan parada trenes pertenecientes a la red S-Bahn Argovia.